# Hockeria quinquecarinata
Hockeria quinquecarinata is een vliesvleugelig insect uit de familie bronswespen (Chalcididae). De wetenschappelijke naam is voor het eerst geldig gepubliceerd in 1992 door Qian & Li.